# Inule d'Angleterre
Inula britannica
Espèce
Classification phylogénétique
L’Inule britannique, Inule d'Angleterre, Inule de Grande-Bretagne ou Inule des fleuves (Inula britannica), est une espèce de plante à fleurs  de la famille des Astéracées et du genre Inula.

## Description
C'est une plante herbacée vivace assez petite (15 à 40 cm), à capitules jaunes.

### Caractéristiques
- Organes reproducteurs
  - Couleur dominante des fleurs : jaune
  - Période de floraison : août-octobre
  - Inflorescence : corymbe de capitules
  - Sexualité : hermaphrodite
  - Ordre de maturation :
  - Pollinisation : entomogame
- Graine
  - Fruit : akène
  - Dissémination : anémochore
- Habitat et répartition
  - Habitat type : prairies médioeuropéennes, hygrophiles longuement inondables, psychrophiles
  - Aire de répartition : eurasiatique

Données d'après : Julve, Ph., 1998 ff. - Baseflor. Index botanique, écologique et chorologique de la flore de France. Version : 23 avril 2004.